# Styringomyia manauara
Styringomyia manauara är en tvåvingeart som beskrevs av Ribeiro 2003. Styringomyia manauara ingår i släktet Styringomyia och familjen småharkrankar. Inga underarter finns listade i Catalogue of Life.